# Ekaterina Petrovna Sojmonova
Principessa Ekaterina Petrovna Sojmonova, in russo Екатерина Петровна Соймонова? (25 maggio 1790 – Mosca, 27 febbraio 1873), è stata una nobildonna russa.

## Biografia

### Origini
Gli antenati di Ekaterina giocarono un ruolo significativo nella storia russa. Suo padre, Pëtr Sojmonov (1737-1800), era un senatore e un consigliere di Caterina II, e la madre Ekaterina Ivanovna (1756-1790), era la figlia del generale Ivan Nikitič Boltin. Fu battezzata con il nome di Ekaterina in onore dell'imperatrice. Poco dopo la sua nascita, la madre morì.

### Infanzia e adolescenza
La sua infanzia fu caratterizzata dal conflitto tra il padre e la nonna materna, che voleva occuparsi della sua educazione. Nel 1800, dopo la morte del padre, visse dalla sorella maggiore Sof'ja a San Pietroburgo.

## Matrimonio
Nel 1809 sposò Grigorij Ivanovič Gagarin (1782-1837). Ebbero cinque figli:
- Grigorij Grigor'evič (1810-1883);
- Evgenij Grigor'evič (1811-1886);
- Lev Grigor'evič (1818-1872);
- Feofil Grigor'evič (1820-1853);
- Aleksandr Grigor'evič (1827-1895), sposò la principessa Ekaterina Vladirovna L'vov.

I primi anni furono felici. Ma nel 1813 si separarono. La ragione era l'amante dell'imperatore, Marija Antonovna Światopełk-Czetwertynski. Ekaterina cercò conforto nella religione. Come la sorella, Ekaterina si convertì al cattolicesimo.
Nel 1815 si riconciliò con il marito. Nel 1816 con il pretesto della salute del marito, Ekaterina visse all'estero. Nel 1822 suo marito venne restituito al servizio diplomatico e venne inviato a Roma e, nel 1833, a Monaco di Baviera.
Per tutta la durata dell'attività diplomatica del marito, vennero accolti nella loro casa Orest Adamovič Kiprenskij, Karl Pavlovič Brjullov, Vasilij Andreevič Žukovskij, Aleksandr Ivanovič Turgenev e Fëdor Ivanovič Tjutčev.
Nel 1837 rimase vedova. Si trasferì da Monaco di Baviera a Parigi, dove il salotto di sua sorella, era il centro del cattolicesimo.

## Morte
Dopo la morte di sua sorella, nel 1857, ritornò in Russia. Morì il 27 febbraio 1873 e fu sepolta a Mosca.